# Primer ministro de Vietnam
El Primer ministro de Vietnam (en vietnamita, Thủ tướng Việt Nam) es el jefe del Poder Ejecutivo del Gobierno de Vietnam. El primer ministro preside el Consejo de Ministros de Vietnam y es responsable de nombrar y supervisar a los ministros. El primer ministro es nombrado por el presidente de entre los miembros de la Asamblea Nacional. El actual primer ministro es Phạm Minh Chính.

## Lista de primeros ministros de Vietnam (1945-1976)
| Espectro político                                                                                         |
| --- |
| Liga para la Independencia de Vietnam Partido de los Trabajadores de Vietnam Partido Comunista de Vietnam |

### República Democrática de Vietnam(1945-1976)
| Primer ministro                          | Primer ministro | Primer ministro           | Inicio                   | Fin                      | Partido                                                                     | Elecciones                        | Presidente de la República | Presidente de la República | Presidente de la República |
| ---------------------------------------- | --------------- | ------------------------- | ------------------------ | ------------------------ | --------------------------------------------------------------------------- | --------------------------------- | -------------------------- | -------------------------- | -------------------------- |
| Primer ministro del Gobierno (1945-1976) |                 |                           |                          |                          |                                                                             |                                   |                            |                            |                            |
|                                          |                 | Hồ Chí Minh (1890-1969)   | 2 de septiembre de 1945  | 20 de septiembre de 1955 | Liga para la Independencia de VietnamPartido de los Trabajadores de Vietnam | Nombrado por la Asamblea Nacional |                            | Hồ Chí Minh (1945-1969)    |                            |
|                                          |                 | Phạm Văn Đồng (1906-2000) | 20 de septiembre de 1955 | 2 de julio de 1976       | Partido de los Trabajadores de Vietnam                                      | Nombrado por la Asamblea Nacional |                            | Hồ Chí Minh (1945-1969)    |                            |
|                                          |                 | Phạm Văn Đồng (1906-2000) | 20 de septiembre de 1955 | 2 de julio de 1976       | Partido de los Trabajadores de Vietnam                                      | Nombrado por la Asamblea Nacional | Tôn Đức Thắng (1969-976)   |                            |                            |

### República Socialista de Vietnam(desde 1976)
| Primer ministro                                 | Primer ministro | Primer ministro                                         | Inicio                   | Fin                      | Partido                      | Elecciones                        | Presidente de la República  | Presidente de la República                                                 | Presidente de la República |
| ----------------------------------------------- | --------------- | ------------------------------------------------------- | ------------------------ | ------------------------ | ---------------------------- | --------------------------------- | --------------------------- | -------------------------------------------------------------------------- | -------------------------- |
| Primer ministro del Gobierno (1976-1981)        |                 |                                                         |                          |                          |                              |                                   |                             |                                                                            |                            |
|                                                 |                 | Phạm Văn Đồng (1906-2000)                               | 2 de julio de 1976       | 4 de julio de 1981       | Partido Comunista de Vietnam | Nombrado por la Asamblea Nacional |                             | Tôn Đức Thắng (1976-1980)                                                  |                            |
|                                                 |                 | Phạm Văn Đồng (1906-2000)                               | 2 de julio de 1976       | 4 de julio de 1981       | Partido Comunista de Vietnam | Nombrado por la Asamblea Nacional | Nguyễn Hữu Thọ (1980-1981)  |                                                                            |                            |
| Presidente del Consejo de Ministros (1981-1992) |                 |                                                         |                          |                          |                              |                                   |                             |                                                                            |                            |
|                                                 |                 | Phạm Văn Đồng (1906-2000)                               | 4 de julio de 1981       | 18 de junio de 1987      | Partido Comunista de Vietnam | Nombrado por la Asamblea Nacional |                             | Trường Chinh (1981-1987)                                                   |                            |
|                                                 |                 | Phạm Hùng (1912-1988)                                   | 18 de junio de 1987      | 10 de marzo de 1988      | Partido Comunista de Vietnam | Nombrado por la Asamblea Nacional |                             | Võ Chí Công (1987-1992)                                                    |                            |
|                                                 |                 | Võ Văn Kiệt (1922-2008) Presidente del Consejo interino | 10 de marzo de 1988      | 22 de junio de 1988      | Partido Comunista de Vietnam | Nombrado por la Asamblea Nacional |                             | Võ Chí Công (1987-1992)                                                    |                            |
|                                                 |                 | Đỗ Mười (1917-2018)                                     | 22 de junio de 1988      | 8 de agosto de 1991      | Partido Comunista de Vietnam | Nombrado por la Asamblea Nacional |                             | Võ Chí Công (1987-1992)                                                    |                            |
|                                                 |                 | Võ Văn Kiệt (1922-2008)                                 | 8 de agosto de 1991      | 24 de septiembre de 1992 | Partido Comunista de Vietnam | Nombrado por la Asamblea Nacional |                             | Võ Chí Công (1987-1992)                                                    |                            |
| Primer ministro del Gobierno (1981-2021)        |                 |                                                         |                          |                          |                              |                                   |                             |                                                                            |                            |
|                                                 |                 | Võ Văn Kiệt (1922-2008)                                 | 24 de septiembre de 1992 | 25 de septiembre de 1997 | Partido Comunista de Vietnam | Nombrado por la Asamblea Nacional |                             | Lê Đức Anh (1992-1997)                                                     |                            |
|                                                 |                 | Phan Văn Khải (1933-2018)                               | 24 de septiembre de 1997 | 27 de junio de 2006      | Partido Comunista de Vietnam | Nombrado por la Asamblea Nacional |                             | Trần Đức Lương (1997-2006)                                                 |                            |
|                                                 |                 | Nguyễn Tấn Dũng (1949-)                                 | 27 de junio de 2006      | 6 de abril de 2016       | Partido Comunista de Vietnam | Nombrado por la Asamblea Nacional |                             | Nguyễn Minh Triết (2006-2011)                                              |                            |
|                                                 |                 | Nguyễn Tấn Dũng (1949-)                                 | 27 de junio de 2006      | 6 de abril de 2016       | Partido Comunista de Vietnam | Nombrado por la Asamblea Nacional | Trương Tấn Sang (2011-2016) |                                                                            |                            |
|                                                 |                 | Nguyễn Xuân Phúc (1954-)                                | 6 de abril de 2016       | 5 de abril de 2021       | Partido Comunista de Vietnam | Nombrado por la Asamblea Nacional |                             | Trần Đại Quang (2016-2018) Nguyễn Phú Trọng (2018-2021)                    |                            |
|                                                 |                 | Phạm Minh Chính (1958-)                                 | 5 de abril de 2021       | Presente                 | Partido Comunista de Vietnam | Nombrado por la Asamblea Nacional |                             | Nguyễn Xuân Phúc (2021-2023) Võ Văn Thưởng (2023-2024) Tô Lâm (desde 2024) |                            |